# Джеймс Макпайк
Джеймс Макпайк (на английски: James McPake) е шотландски футболист, играещ за „ФК Ковънтри Сити“ като централен защитник, също така може да заема позицията на нападател.
От 2000 до 2009 г. е играч на шотландския „Ливингстън“, като първият му професионален мач е през април 2004 г. Играе за „ФК Грийнок Мортън“ през 2006, а през февруари 2009 г. преминава във „ФК Ковънтри Сити“.